# Regionalflughafen Everett–Stewart

i8
i11
i13
Der Everett–Stewart Regional Airport (IATA-Code: UCY, ICAO-Code: KUCY) ist ein öffentlicher Flughafen, für die allgemeine Luftfahrt, 8 km südöstlich von Union City im Obion County, Tennessee in den Vereinigten Staaten.

## Flughafendaten
Er hat eine Asphaltpiste mit 1982 m Länge und 30 m Breite. Die Fläche des Flughafens beträgt 347 ha. Die Seehöhe beträgt 105 m.

## Geschichte
Obion County Tennessee wurde vom Militär als Übungsgelände für die Piloten ausgewählt und ein Grundstück, etwa 840 Acres östlich von Union City und östlich des Obion River und nördlich der Union City-Martin Road (heute Stanley’s Chapel Road), für den Bau einer Übungsanlage ausgewählt. Die Riddle-McKay Company, heute Embry-Riddle University, wurde mit dem Betrieb der Basis und dem Schulungsprogramm beauftragt. Das primäre Trainingsflugzeug war die PT-Stearman.
Nach dem Zweiten Weltkrieg erlaubte der War Surplus Act die Übergabe des Flughafens an Obion County. Der Zuschuss enthielt bestimmte Bestimmungen darüber, wie das Land genutzt, verkauft, behalten usw. werden darf und dass es als Flughafen genutzt werden muss. Er wurde nach Senator Tom Stewart „Tom Stewart Airport“ benannt. Später wurde der Name des Kongressabgeordneten Robert A. „Fats“ Everett aufgenommen und viele Jahre lang war der Flughafen als Everett Stewart Airport bekannt. Ende 2007 wurde daraus der Everett Stewart Regional Airport, der gemeinsam von Obion County und Weakley County betrieben wird.
Southeast Airlines flog von 1957 bis 1959 Union City – TriCities mit Douglas DC-3, Southern Airways von 1961 bis 1963 die Strecke Memphis – Huntsville – Knoxville – TriCities, ebenfalls mit DC-3.
Seitdem besteht der Flughafenverkehr hauptsächlich aus lokalen Flugzeugen der allgemeinen Luftfahrt, darunter Cessna 150, Cessna 172 und Cessna 182 (Skylane), Beechcraft Bonanza und Cirrus SR22 sowie viele andere. Der Flughafen hat auch gelegentlichen Geschäfts- und Charterverkehr, der oft mehrmals pro Woche stattfindet. Diese Flugzeuge reichen von kleineren Turbinen- und Turbofan-Flugzeugen wie denen der King Air-Serie von Beechcraft, der MU-2 von Mitsubishi, der Citation-Serie von Cessna und den Learjet 45-Flugzeugen. Zu den größeren Flugzeugen, die man häufig sieht, gehören Cessna Citation X, Dassault Falcon 900 und Dassault Falcon 50, Bombardier Challenger 650 und Gulfstream G-IV.

## Flugbetrieb
Im Jahre 2022 fanden 28.350 Flugbewegungen statt, davon 15.000 lokale Bewegungen, 11.800 Zwischenlandungen, 1.400 Air-Taxi-Flüge und 150 militärische Flüge fanden statt. 32 einmotorige und 5 zweimotorige Flugzeuge und 2 Hubschrauber waren 2022 hier stationiert.